# Роман фон Унгерн-Штернберг
Барон Роберт Ніколаус Максимиіліан (Роман Федорович) фон Унгерн-Штернберг (рос. Роман Фёдорович фон Унгерн-Штернберг; 10 січня 1886 – 15 вересня 1921) був антикомуністичним генералом часів Громадянської війні в Росії, а потім незалежним воєначальником, який втрутився в Монгольську народну революцію проти Китаю. Представник балтійської німецької меншини Російської імперії, Унгерн був ультраконсервативним монархістом, який прагнув відновити російську монархію після революції 1917 року і відродити Монгольську імперію під владою Богдо-хана. Його потяг до буддизму течії Ваджраяни та ексцентричне, часто жорстоке поводження з ворогами і власними людьми принесли йому прізвисько «Божевільний барон» або «Кривавий барон».
У лютому 1921 року на чолі Азіатської кавалерійської дивізії Унгерн вигнав китайські війська з Монголії і відновив монархічну владу хана Богдо. Під час п'ятимісячної окупації Зовнішньої Монголії Унгерн встановив порядок у столиці Іх-Хурее (нині Улан-Батор), використовуючи страх, залякування та жорстоке насильство проти своїх опонентів, зокрема, більшовиків. У червні 1921 року він вирушив до Східного Сибіру, щоб підтримати антибільшовицькі партизанські сили та запобігти спільному вторгненню Червоної армії та монгольських повстанців. Це зрештою призвело до його поразки. Він потрапив у полон до Червоної армії і через місяць був засуджений за "контрреволюцію" в Новомиколаївську (нині Новосибірськ). Після шестигодинного показового процесу його визнали винним і 15 вересня 1921 року стратили.

## Раннє життя

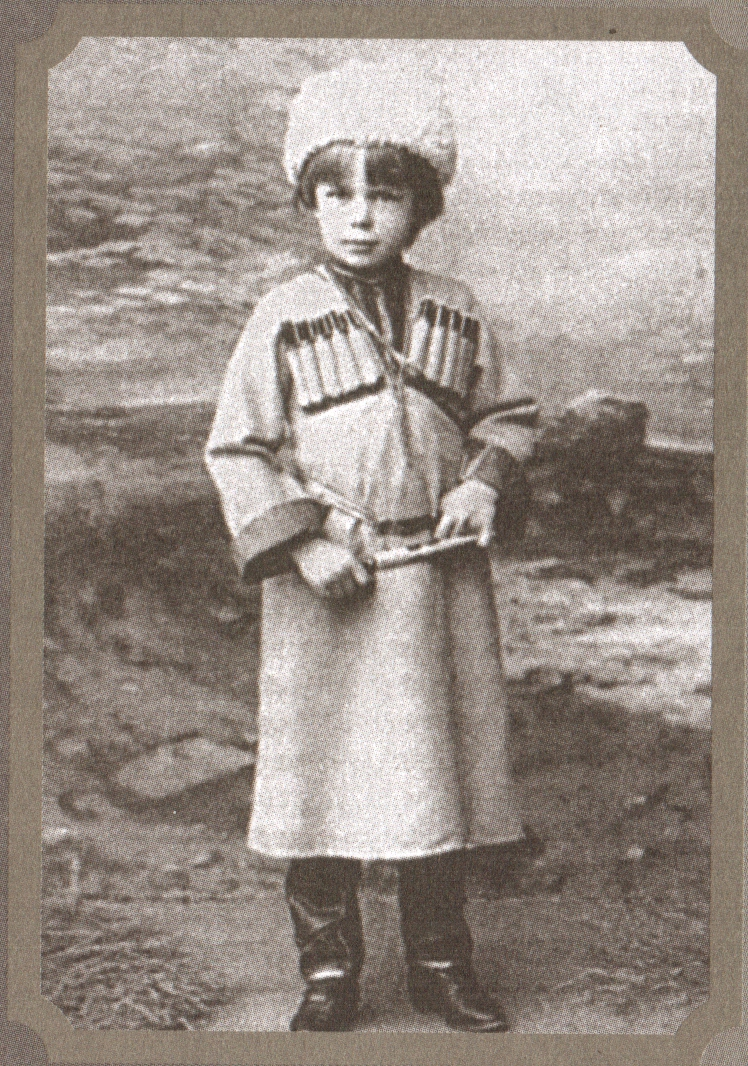
Унгерн в семирічному віці

Роман фон Унгерн-Штернберг народився в Граці, Австрія (10 січня 1886 року) 29 грудня 1885 року в знатній балтійській німецькій родині. Родина Унгерн-Штернбергів оселилася на території сучасної Естонії в середні віки. Першою мовою Унгерн-Штернберга була німецька, але він вільно володів французькою, російською, англійською та естонською мовами. Його матір'ю була німецька дворянка Софі Шарлотта фон Вімпфен, пізніше Софі Шарлотта фон Унгерн-Штернберг, а батьком - Теодор Леонгард Рудольф фон Унгерн-Штернберг (1857-1918). Він також мав угорське коріння і стверджував, що є нащадком хана Батия, онука Чингісхана, що зіграло певну роль у його мрії про відродження Монгольської імперії.
У 1888 році його сім'я переїхала до Реваля (Таллінна), столиці Естляндської губернії в Російській імперії, де його батьки розлучилися в 1891 році. У 1894 році його мати вийшла заміж за балтійсько-німецького дворянина Оскара Ансельма Германа фон Гойнінген-Гюне. Унгерн-Штернберг виріс на території губернії, його домом був маєток Гойнінген-Гюне в Джерваканті (сучасний Ярваканді, Естонія), глибоко в лісах, приблизно за 65 кілометрів (40 миль) від Талліна. Влітку Унгерн-Штернберг жив на балтійському острові Даґо (нині Гіюмаа), який, як він любив хвалитися, належав його родині понад 200 років.

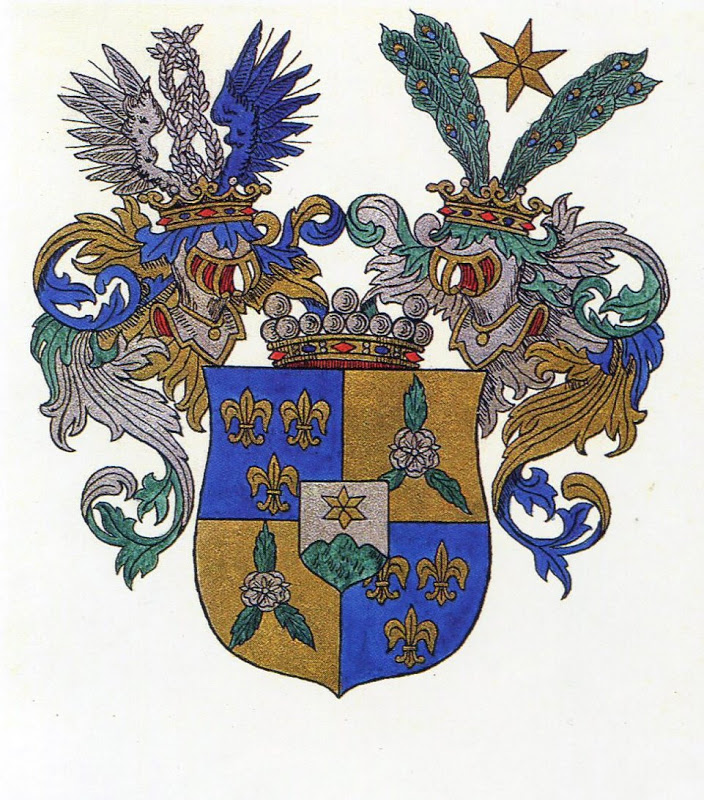
Герб шляхетського роду Унгерн-Штернбергів

У дитинстві Унгерн-Штернберг був настільки лютим хуліганом, що навіть інші хулігани боялися його, а деякі батьки забороняли своїм дітям гратися з ним, оскільки він "мордував" інших. Унгерн був добре відомий своєю любов'ю до знущань над тваринами, і у віці 12 років він намагався задушити домашню сову свого двоюрідного брата без особливої на те причини. Унгерн-Штернберг надзвичайно пишався своїм давнім аристократичним родом і пізніше писав, що його сім'я протягом століть "ніколи не виконувала наказів робітничого класу", і це обурливо, що "брудні робітники, які ніколи не мали власних слуг, і що все ще думають, що можуть командувати", мають право голосу в управлінні величезною імперією. Унгерн-Штернберг, хоча і пишався своїм німецьким походженням, ідентифікував себе з Російською імперією. Коли його запитали, чи відзначилася його "родина на військовій службі", Унгерн з гордістю відповів: "Сімдесят два вбитих у воєнний час!". Унгерн-Штернберг вважав, що повернення монархій в Європі можливе за допомогою "кавалерійського народу" - маючи на увазі російських козаків, бурятів, татар, монголів, киргизів, калмиків тощо.
У 1898 році його батько був ненадовго ув'язнений за шахрайство, а в 1899 році потрапив до місцевої божевільні. 1900 по 1902 рік Унгерн відвідував Гімназію ім. Миколи І. Його шкільні записи стверджують, що він був некерованим, запальним юнаком, який постійно мав проблеми з вчителями через часті бійки з іншими учнями і порушення інших шкільних правил: куріння в ліжку, відрощування довгого волосся, відлучки без дозволу і тд., що врешті-решт призвело до того, що директор гімназії в лютому 1905 року написав листа його вітчиму і матері з проханням забрати його з гімназії, інакше він буде виключений з неї. У 1905 році він покинув школу, щоб приєднатися до бойових дій на сході Росії під час російсько-японської війни, але неясно, чи брав він участь в операціях проти японців, чи всі військові дії припинилися до його прибуття в Маньчжурію, хоча в 1913 році він був нагороджений медаллю за російсько-японську війну.
В 1905 році в Росії розгорілася революція, і естонські селяни вийшли на криваву жакерію проти прибалтійсько-німецького дворянства, яке володіло більшістю земель в країні. Аристократів лінчували, а їхні маєтки спалювали, в тому числі й маєток у Джерваканте, де Унгерн-Штернберг виріс. Революція 1905 року та знищення маєтку стали величезною травмою для Унгерн-Штернберга, який побачив у революції підтвердження свого переконання, що естонські селяни, які працювали на землях його родини, були "грубими, неосвіченими, дикими і постійно злими, ненавиділи всіх і все, не розуміючи, чому".

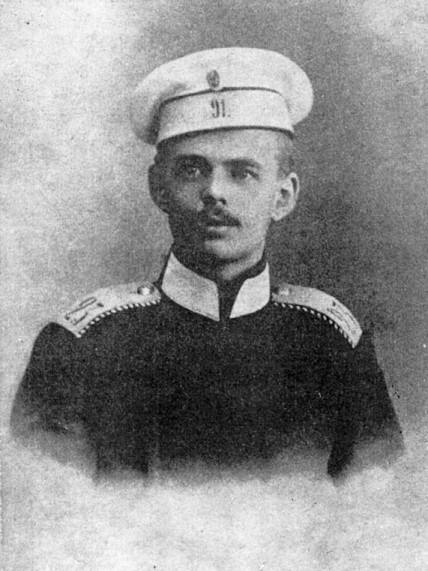
Р.Ф. Унгерн у формі 91-го піхотного Двінського полку

У 1906 році Унгерн був переведений на службу до Павловського військового училища в Санкт-Петербурзі кадетом рядового складу. Як армійський курсант, він виявився кращим учнем, ніж морським кадетом, і він дійсно вивчив свій навчальний матеріал, але, за словами Палмера, він був у кращому випадку "посереднім учнем". У цей же період Унгерн-Штернберг захопився окультизмом, в особливій мірі зацікавившись буддизмом. Його двоюрідний брат граф Герман фон Кайзерлінг, який добре його знав, писав, що барон з підліткового віку цікавився "тибетською та індуїстською філософією" і часто говорив про містичну силу, якою володіють "геометричні символи". Кайзерлінг називав Унгерн-Штернберга "одним з найбільш метафізично і окультно обдарованих людей, яких я коли-небудь зустрічав" і вважав, що барон був ясновидцем, який міг читати думки людей, що його оточували. Пізніше, в Монголії, Унгерн став буддистом, але не залишив лютеранської віри. Існує поширена думка, що монголи вважали його втіленням "Бога війни" (образ Джамсарана в тибетському і монгольському фольклорі). Хоча багато монголів могли вважати його божеством або принаймні реінкарнацією Чингісхана, Унгерн ніколи не був офіційно проголошений жодним з цих втілень[сторінка?].
Після закінчення університету він служив офіцером у Східному Сибіру в 1-му Аргунському, а потім в 1-му Амурському козацьких полках, де захопився стилем життя кочових народів, таких як монголи і буряти. Унгерн спеціально попросив, щоб його відправили до козацького полку в Азію, оскільки він хотів більше дізнатися про азіатську культуру, і його прохання було задоволено.
Унгерн-Штернберг був відомий своїм пияцтвом і надзвичайно сварливим настроєм. Під час однієї з таких бійок офіцер, з яким він бився, вдарив його мечем по обличчю, залишивши характерний шрам на обличчі. Стверджувалося, що удар меча, який спричинив шрам, також спричинив мозкову травму, що стала причиною його божевілля. Однак спеціальне дослідження показало, що Унгерн-Штернберг не був божевільним, хоча рана вплинула на його дратівливість.
Знайомі описували його як такого, що дуже тягнувся до "східної культури", оскільки був зачарований азійськими культурами, особливо культурами монголів і бурятів. Унгерн був чудовим вершником і заслужив повагу кочових народів завдяки своєму вмінню їздити верхи і битися на коні, а також за те, що однаково вправно володів як рушницею, так і мечем.
У 1913 році, на його прохання, його звільнили в запас. Унгерн переїхав до Зовнішньої Монголії, щоб допомогти монголам у їхній боротьбі за незалежність від Китаю, але російські чиновники заборонили йому воювати на боці монгольських військ. Він прибув до міста Кобдо на заході Монголії і служив позаштатним офіцером у загоні козацької охорони при російському консульстві.

## Перша світова війна

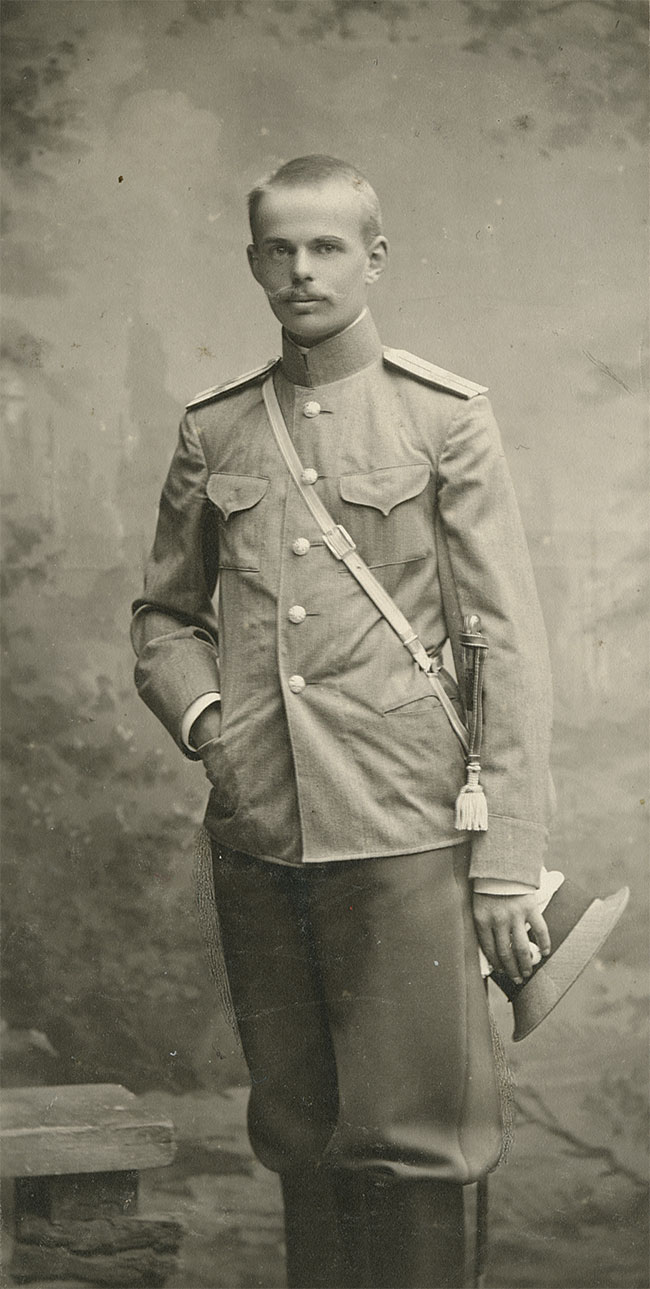
Унгерн-Штернберг в часи Першої світової війни

19 липня 1914 року Унгерн приєднався до фронтових військ у складі другої черги 34-го полку козацьких військ, дислокованого на австро-угорському кордоні в Галичині. Брав участь у російському наступі на Східну Пруссію. У 1915-1916 роках також брав участь у рейдах в тил німецьких військ у складі кавалерійської групи особливого призначення Л.Н. Пуніна[сторінка?]. Унгерн служив у Нерчинському полку.
За час війни на Східному фронті він здобув репутацію надзвичайно хороброго, але дещо нерозважливого і психічно неврівноваженого офіцера. Він не виявляв страху перед смертю і, здавалося, був найбільш щасливим, очолюючи кавалерійські атаки або перебуваючи в серці бою. Він був нагороджений кількома військовими нагородами: орденами Святого Георгія 4-го ступеня, Святого Володимира 4-го ступеня, Святої Анни 3-го і 4-го ступенів та Святого Станіслава 3-го ступеня. Незважаючи на численні нагороди, він був зрештою звільнений з однієї з командних посад за напад на іншого офіцера і швейцара під час п'яної бійки в жовтні 1916 року, що призвело до того, що він був відданий під трибунал і засуджений до двох місяців ув'язнення. Генерал Петро Врангель згадує про рішучість Унгерна у своїх мемуарах.
Після звільнення з в'язниці у січні 1917 року Унгерн був переведений на Кавказький фронт, де Росія воювала проти Османської імперії. Лютнева революція, яка поклала край правлінню дому Романових, стала надзвичайно болючим ударом для монархіста Унгерн-Штернберга, який побачив у революції початок кінця Росії. На Кавказі Унгерн-Штернберг вперше зустрівся з козачим капітаном Григорієм Семеновим, який згодом став одним з найвідоміших російських антикомуністичних воєначальників у Сибіру.
У квітні 1917 року поблизу Урмії, Іран, Унгерн разом із Семеновим почали організовувати добровольчий військовий підрозділ з місцевих християн-ассирійців. Османський уряд проводив геноцид ассирійців з ціллю знищення ассирійської меншини, що призвело до того, що тисячі ассирійців втекли до російських кордонів. Унгерн і Семенов розробили план, згідно з яким вони організують і очолять ассирійські війська, щоб слугувати прикладом для російської армії, яка була деморалізована революційними настроями. Під його командуванням ассирійці здобули кілька незначних перемог над турками, але їхній загальний внесок у військові зусилля Росії був обмеженим. Згодом ассирійський план привів Семенова до ідеї розмістити бурятські війська в Сибіру. Уряд Керенського схвалив плани Семенова, і Унгерн-Штернберг незабаром вирушив на схід, щоб приєднатися до свого друга у спробі створити бурятський полк.

## Громадянська війна в Росії
Після Жовтневого перевороту 1917 року, очолюваного більшовиками, Семенов і Унгерн заявили про свою вірність Романовим та  поклялися боротися з революціонерами. Наприкінці 1917 року Унгерн, Семенов і п'ять козаків мирно роззброїли групу з приблизно 1500 червоних бойовиків на залізничній станції в Маньчжурії на Далекосхідній залізниці (ДСЗ) в Китаї, поблизу російського кордону. Певний час станція в Маньчжурії була опорним пунктом Семенова і Унгерна в їхній підготовці до війни в Забайкаллі. Вони почали набирати війська до Особливого Маньчжурського полку, який став ядром антикомуністичних сил на чолі з Семеновим.
Після того, як білі війська розгромили червоних на ділянці лінії КВЖД в Росії, Семенов призначив Унгерна комендантом військ, дислокованих в Забайкаллі, залізничній станції, що знаходиться в стратегічному положенні на схід і південний схід від озера Байкал. Семенов і Унгерн, хоч і були палкими антибільшовиками, не були типовими фігурами в керівництві Білого руху, оскільки їхні плани відрізнялися від планів лідерів білих. Семенов відмовився визнавати владу адмірала Олександра Колчака, номінального лідера білих у Сибіру. Натомість він діяв самостійно і отримав підтримку японців зброєю та грошима.
Для білих лідерів, таких як Колчак і Денікін, які вірили в "Росію сильну і неподільну", це означало державну зраду. Унгерн номінально підпорядковувався Семенову, але часто діяв незалежно. Колчак був консерватором, але не монархістом, і він обіцяв, що після перемоги білих він знову скличе Установчі збори, розпущені більшовиками в січні 1918 року, які потім вирішать майбутнє Росії, включаючи питання про відновлення монархії. Унгерн, навпаки, вважав, що монархи підзвітні лише Богу, а монархія - це політичний устрій, який Бог обрав для Росії, і тому очевидно, що вона повинна бути відновлена в тому вигляді, в якому вона існувала до Жовтневого маніфесту 1905 року. Для Унгерна думка народу Росії не мала значення, оскільки монархи не були підзвітні народу.
За успішні військові операції в Хайларі та Забайкаллі Унгерн отримав звання генерал-майора. Семенов доручив йому формування військових частин для боротьби з більшовицькими військами. Вони набирали бурятів і монголів у свої національні військові частини.
У Даурії (Забайкалля) Унгерн сформував добровольчу Азіатську кавалерійську дивізію та укріпив свою військову базу, створивши своєрідну фортецю, з якої його війська здійснювали атаки на червоних. За його керування Даурія стала відомим "центром тортур", наповненим кістками десятків жертв Унгерна, яких стратили за звинуваченнями в червоноармійстві чи злодійстві. . Головним катом Унгерна був полковник Лоренц, але в Монголії Унгерн наказав стратити його, оскільки той за нез'ясованих обставин втратив довіру Унгерна.
Як і багато інших білих підрозділів, війська Унгерна використовували експропрійовані товари як джерело постачання. Вони оглядали потяги, що проходили через Даурію до Маньчжурії. Конфіскації не призвели до значного зменшення постачання військ Колчака, але приватні російські та китайські купці втратили значну частину майна.
У 1919 році, скориставшись слабкістю російського уряду, спричиненою революціями та громадянською війною, китайський уряд, створений членами Аньхойської кліки, відправив війська на чолі з генералом Сюй Шучженем, щоб приєднати Зовнішню Монголію до Китаю і покінчити з її автономією, що порушило умови тристоронньої російсько-монгольсько-китайської угоди, укладеної в 1915 році, яка гарантувала автономію Зовнішньої Монголії і не дозволяла присутність китайських військ, за винятком невеликої кількості консульських охоронців. . Хоча Аньхой підтримувала Японія, свідчення про інспіровану Японією китайську окупацію Зовнішньої Монголії досі не підтверджені документально.
Після падіння влади партії Аньхой в Китаї китайські солдати в Монголії опинилися фактично покинутими. Вони повстали проти своїх командирів, грабували і вбивали монголів та іноземців[сторінка?]. . Частину китайських військ під час окупації становили чахарські монголи з Внутрішньої Монголії, які були основною причиною ворожнечі між зовнішніми монголами (халхами) і внутрішніми монголами.
В рамках своїх планів Унгерн здійснив подорож до Маньчжурії та Китаю (лютий-вересень 1919 року), де налагодив контакти з монархічними колами, а також підготував для Семенова зустріч з маньчжурським воєначальником маршалом Чжан Цзолінем, "Старим маршалом". У липні 1919 року Унгерн одружився з маньчжурською принцесою Цзі, якій було лише дев'ятнадцять років, під час православної церемонії в Харбіні. Принцесі дали ім'я Олена Павлівна. Вона та Унгерн спілкувалися англійською, їхньою єдиною спільною мовою. Шлюб мав політичну мету, оскільки Цзі була принцесою і родичкою генерала Чжан Куйву, командувача китайськими військами на західному кінці Китайсько-Маньчжурської залізниці і губернатора провінції Хайлар.

## Відновлення незалежності Зовнішньої Монголії

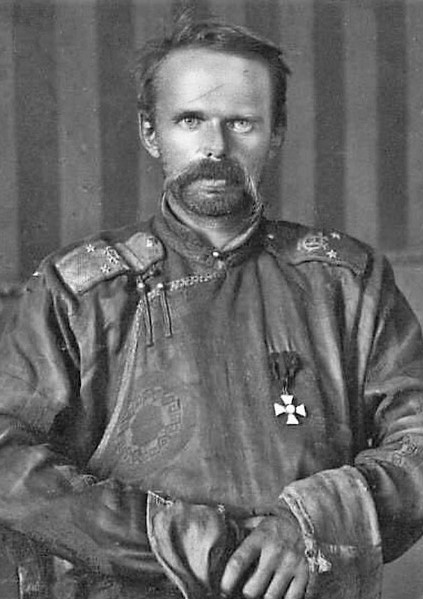
Унгерн-Штернберг у монгольському однострої з російським орденом Святого Георгія 4-го ступеня

Після поразки Колчака в боях з Червоною армією та подальшого рішення Японії вивести свої експедиційні війська із Забайкалля, Семенов, не витримавши тиску більшовицьких сил, планував відступ до Маньчжурії.
Унгерн, однак, побачив у цьому можливість реалізувати свій монархічний план. 7 серпня 1920 року він розірвав відносини з Семеновим і перетворив свою Азійську кавалерійську дивізію на партизанський загін[сторінка?]. Війська Унгерна почали просуватися до кордону Зовнішньої Монголії, перетнули північний кордон Зовнішньої Монголії 1 жовтня 1920 року і рушили на південний захід[сторінка?]. Перейшовши монгольський кордон, Унгерн рушив на захід до монгольської столиці Улан-Батору, де вступив у переговори з китайськими окупаційними військами. Усі його вимоги, включно з роззброєнням китайських військ, були відхилені.
26-27 жовтня та 2-4 листопада 1920 року війська Унгерна штурмували Улан-Батор, але зазнали катастрофічних втрат. Після поразки його війська відступили до верхньої течії річки Керулен, у район, яким правили князі з титулом Сетсен-Хан, на сході Зовнішньої Монголії. Його підтримували монголи, які прагнули незалежності від китайської окупації та духовний і світський лідер монголів Богдо-хан, який таємно надіслав Унгерну своє благословення на вигнання китайців з Монголії.
На той час китайці посилили контроль над Зовнішньою Монголією, суворо регулюючи буддійські служби в монастирях і ув'язнюючи росіян і монголів, яких вони вважали "сепаратистами". За спогадами М. Г. Торновського, Азіатська дивізія налічувала 1460 осіб, тоді як китайський гарнізон налічував 7000 чоловік. Китайці мали перевагу в артилерії та кулеметах і побудували мережу окопів в Улан-Баторі та навколо нього[сторінка?]. У своєму таборі Унгерн запровадив жорстоку дисципліну для своїх солдат, щоби запобігти дезертирству та деморалізації.

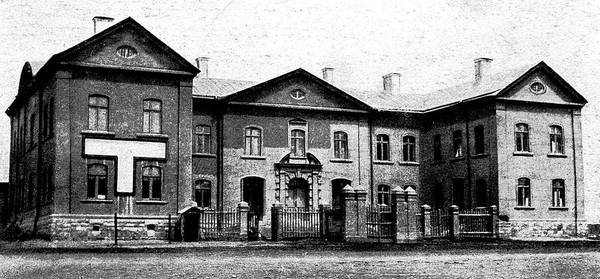
Монгольська будівля Улан-Батора, в якій китайці чинили свій останній опір, а Унгерн розмістив свою штаб-квартиру

Війська Унгерна почали рух зі свого табору до Улан-Батору 31 січня. 2 лютого вони вступили в бій за контроль над китайськими передовими позиціями і зайняли частину міста[сторінка?]. Війська на чолі з Б. П. Рєзухіним захопили китайські фронтові укріплення біля селищ Малий Мадачан і Великий Мадачан у південно-східних околицях. Під час битви спеціальний загін Унгерна з тибетців, монголів, бурятів і росіян врятував з-під домашнього арешту Богдо-хана і переправив його через Богд-Уул до монастиря Манджушрі. У той же час інший загін рушив у гори на схід від Улан-Батора.
3 лютого він дав своїм солдатам перепочинок. Запозичивши тактику Чингісхана, він наказав своїм військам розпалити велику кількість багать на пагорбах навколо міста і використовувати їх як орієнтири для загону Рєзухіна. Це створило враження, що місто оточено переважаючими силами[сторінка?].
Рано вранці 4 лютого Унгерн розпочав штурм китайських казарм зі сходу, захопив їх і розділив свої сили на дві частини. Перша розпочала основний штурм решти китайських позицій у Китайському торговому поселенні (кит.: 買賣城, Маймайчен, "місто купівлі-продажу"). Другий рушив на захід у напрямку Консульського поселення. Дійшовши до Маймайченгу, Унгерн наказав своїм людям прорватися всередину, підірвавши ворота вибухівкою та імпровізованими таранами. Після прориву почалася битва на шаблях.
Після захоплення Маймаченга Унгерн приєднався до своїх військ, які атакували китайські війська в Консульському поселенні. Після китайської контратаки солдати Унгерна відступили на невелику відстань на північний схід, а потім розпочали нову атаку за підтримки іншого козацького і монгольського загону, який почав наступ з північного сходу і північного заходу. Війська Унгерна поступово просувалися на захід, переслідуючи відступаючих китайських солдатів.
Столиця була остаточно взята ввечері 4 лютого. Китайські цивільні адміністратори та військові командири кинули своїх солдатів і в ніч з 3 на 4 лютого втекли з Улан-Батора на 11 автомобілях на північ. Китайські війська втекли на північ 4 і 5 лютого. Вони вбивали всіх монгольських цивільних, яких зустрічали по дорозі з міста до російського кордону.
Російські поселенці, які підтримували червоних, рушили з міста разом із втікаючими китайськими військами. Під час захоплення Улан-Батору китайці втратили близько 1500 чоловік, а сили Унгерна зазнали близько 60 втрат.
Після битви війська Унгерна почали грабувати китайські крамниці та вбивати російських євреїв, які жили в Улан-Баторі, оскільки козаки також були налаштовані антисемітично. Сам Унгерн наказав вбивати євреїв, за винятком тих, хто мав записки від нього з проханням пощадити їхнє життя. За вцілілими архівними документами та спогадами, під час перебування Унгерна в Монголії було вбито 43-50 євреїв, що становить близько 5-6% від усіх страчених за його наказом. Через кілька днів мародерство, яке чинили його війська, було зупинено Унгерном, але його таємне поліцейське бюро на чолі з полковником Леонідом Сипайло продовжило пошуки червоних. . Між 11 і 13 березня Унгерн захопив укріплену китайську базу в Чойрі, між горами Отсол-Уул і Чойрин-Богд-Уул, на південь від Улан-Батору. Війська Унгерна мали у своєму складі 900 солдат, а китайці - близько 1500. Захопивши Чойр, Унгерн повернувся до Улан-Батору. Його загони, що складалися з козаків і монголів, рушили на південь до Замин-Ууда, прикордонного поселення і ще однієї китайської бази. Китайські солдати, що оборонялися, залишили Замин-Ууд без бою[сторінка?].
Коли рештки китайських військ, відступивши на північ Монголії біля Кяхти, спробували обійти Улан-Батор на захід, щоб дістатися Китаю, росіяни і монголи побоювалися, що вони намагаються повернути місто під свій контроль. Кілька сотень козацьких і монгольських вояків були відправлені, щоби зупинити китайські сили, які налічували кілька тисяч солдат, в районі пагорба Талин Уланхад біля дороги Урга-Улястай в центральній Монголії. Після битви, що тривала з 30 березня по 2 квітня, в якій загинуло понад 1000 китайців і близько 100 монголів, росіян і бурятів, китайці були розгромлені і відкинуті до південного кордону країни. Таким чином китайські війська залишили Зовнішню Монголію.

## Монголія та Унгерн (з лютого по серпень 1921)

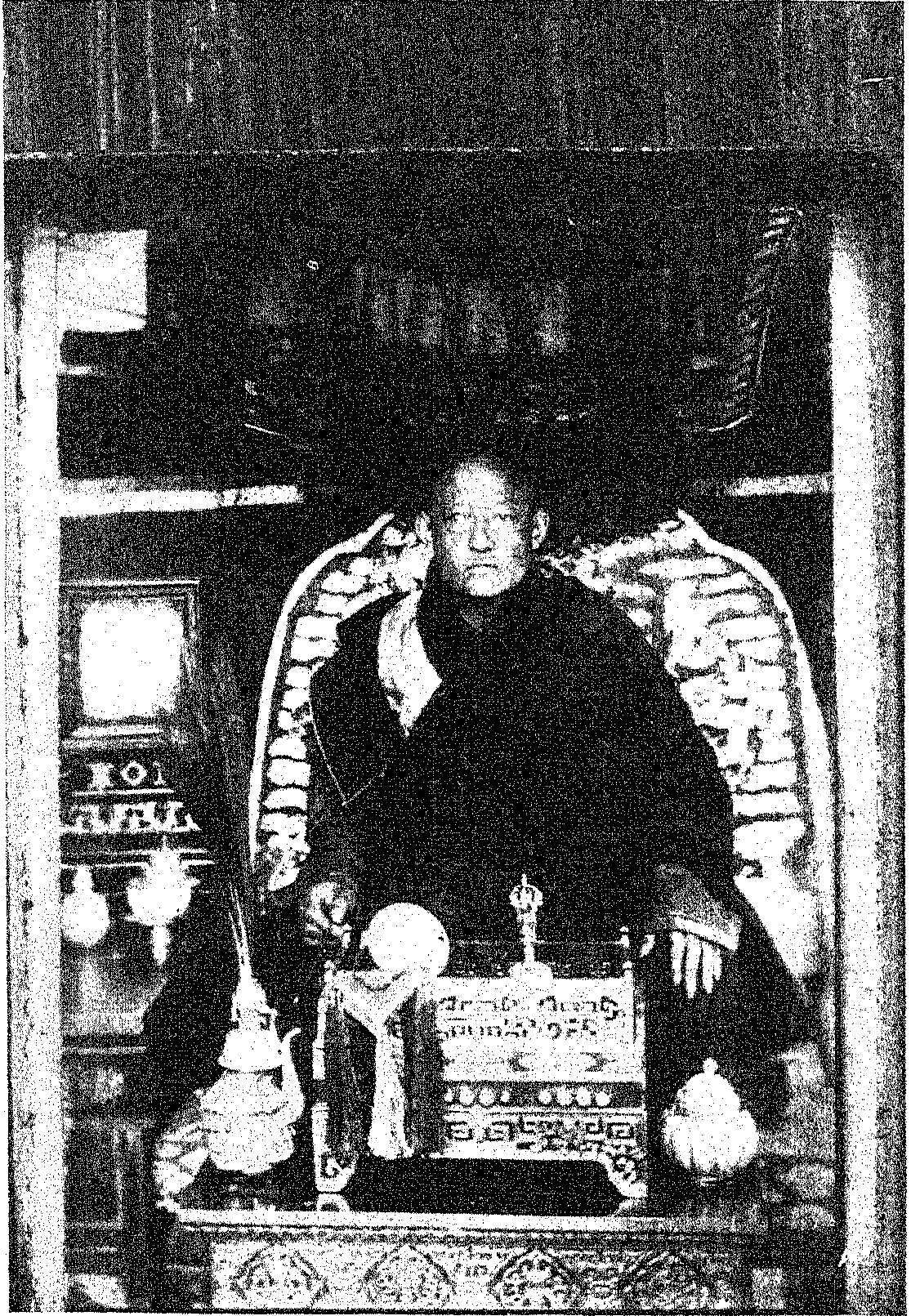
Богдо-хан (1869–1924) у ханському «Зеленому» палаці

Унгерн, монгольські лами та князі привезли Богдо-хана з монастиря Манджусрі до Улан-Батору 21 лютого 1921 року. 22 лютого відбулася урочиста церемонія відновлення Богдо-хана на троні. У нагороду за вигнання китайців з Урги Богдо-хан надав Унгерну високий спадковий титул ступені хана та інші привілеї. Інші офіцери, лами і князі, які брали участь у цих подіях, також отримали високі титули і нагороди. За взяття Улан-Батора Унгерн отримав від Семенова звання генерал-лейтенанта.
22 лютого 1921 року Монголія була проголошена незалежною монархією. Верховна влада в Монголії належала Богдо-хану[сторінка?]. За свідченнями деяких очевидців (таких як інженер і офіцер Каміль Гіжицький та польський авантюрист і письменник Фердинанд Антоні Оссендовський), Унгерн першим почав наводити порядок в столиці, запровадивши прибирання вулиць і санітарію, заохочуючи релігійне життя і толерантність у столиці, а також намагався реформувати економіку.
Оссендовський, один з найпопулярніших польських письменників за життя (на момент його смерті у 1945 році його закордонні продажі були другими серед усіх польських письменників), служив чиновником в уряді Колчака, а після його падіння втік до Монголії. Він став одним з небагатьох друзів Унгерна, а в 1922 році опублікував англійською мовою бестселер "Звірі, люди і боги" про свої пригоди в Сибіру і Монголії, який і досі залишається книгою, завдяки якій історія Унгерна найбільш відома в англомовному світі. Порівняння щоденника Оссендовського з його книгою і документами про Монголію показало, що його звіти про Монголію в книзі в основному відповідають дійсності, за винятком кількох історій. Оссендовський був першим, хто описав погляди Унгерна з точки зору теософії, але сам Унгерн ніколи не був теософом.

Схожий роман, "Азіатська Одіссея", написаний Дмитром Альошиним, який був солдатом у військах Унгерна, описує міленаристські вірування, поширені серед прихильників Унгерна:
Весь світ прогнив. Жадібність, ненависть і жорстокість в сідлі. Ми маємо намір створити нову імперію, нову цивілізацію. Вона буде називатися Середньоазіатською буддійською імперією, складеною з Монголії, Маньчжурії та Східного Сибіру. З цією метою вже встановлено зв'язок з Джан-Зо-Ліном, воєначальником Маньчжурії, і з Хутухтою, Живим Буддою Монголії. Тут, на цих історичних рівнинах, ми організуємо армію, таку ж потужну, як у Чингісхана. Тоді ми рушимо, як той великий чоловік, і розтрощимо всю Європу. Світ повинен померти, щоб народився новий, кращий світ, перевтілений на вищому рівні.
Унгерн не втручався в монгольські справи і допомагав монголам лише в деяких питаннях згідно з наказами хана Богдо. З іншого боку, російські колоністи зазнавали жорстокості від таємного поліцейського бюро Унгерна, очолюваного Леонідом Сипайло. Багато невинних людей було закатовано і вбито Сипайло та його підлеглими. Список людей, про яких відомо, що вони були вбиті за наказом Унгерна або іншими особами під його проводом, як в Росії, так і в Монголії, підтверджує смерть 846 осіб, приблизно 100-120 з Улан-Батору, що становило близько 3-8% від загальної кількості населення іноземної колонії. Невблаганна суворість Унгерна сприяла невдоволенню, яке згодом вилилося в бунт серед його підлеглих.
Деякі очевидці розглядали його Азійську кавалерійську дивізію як базу для майбутньої монгольської національної армії. Дивізія складалася з національних загонів, таких як китайський полк, японський підрозділ, різні козацькі полки, монгольські, бурятські, татарські підрозділи та відділи інших народів. Унгерн розповідав, що в його дивізії служили представники 16 національностей.
Десятки тибетців також служили у складі його військ. Вони могли бути послані 13-м Далай-ламою, з яким спілкувався Унгерн, або ж тибетці могли належати до тибетської колонії в Улан-Баторі[сторінка?].
Присутність японського підрозділу в дивізії часто представляють як доказ того, що Японія стояла за Унгерном у його діях в Монголії. Вивчення їхніх допитів з японських архівів показало, що вони були найманцями, які служили самостійно, як і інші члени дивізії, і що Унгерном не керувала Японія.
Оуен Латтимор використовував слова "дивна, романтична, а іноді й дика постать" щодо монгола Сандагдоржійна Магсаржава (1877-1927). Магсаржав служив під командуванням Унгерн-Штернберга. В Урянхаї казахським бандитам, які потрапили в полон, Магсарджав вирізав серця і приніс їх у жертву.

## Поразка, полон та страта

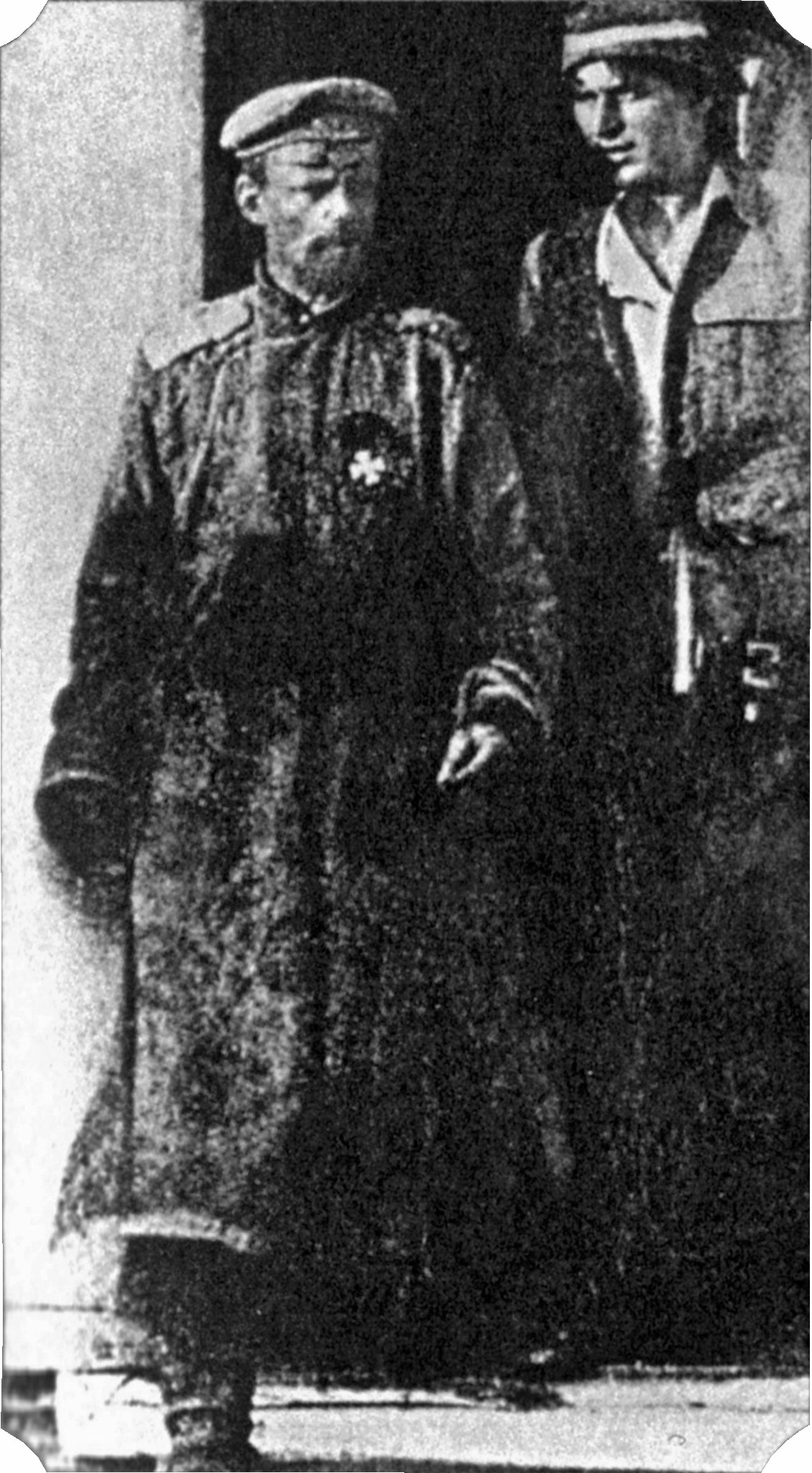
Полонений Унгерн-Штернберг у 1921 році разом з Петром Щетінкіним, одним з лідерів комуністичного руху Сибіру.

Більшовики почали проникати в Монголію невдовзі після Жовтневої революції, задовго до того, як вони взяли під контроль російське Забайкалля. У 1921 році різні підрозділи Червоної армії, що належали до Радянської Росії та Далекосхідної республіки, вторглися до новоствореної незалежної Монголії, щоб розгромити Унгерна. Серед них був і лідер Червоної Монголії Дамдін Сухе-Батор.
Шпигуни та різні дрібні диверсійні підрозділи продовжували поширювати терор, щоб послабити сили Унгерна. Унгерн організував експедицію, щоб зустрітися з цими силами в Сибіру та підтримати тривалі антибільшовицькі повстання. Вважаючи, що він має непохитну народну підтримку місцевих жителів Сибіру та Монголії, Унгерн не зміг належним чином посилити свої війська, хоча червоні війська значно переважали за чисельністю та озброєнням. Однак він не знав, що червоні успішно придушили повстання в Сибіру і що радянська економічна політика тимчасово пом'якшилася в рамках Нової економічної політики Леніна. Після прибуття Унгерна до Сибіру лише кілька місцевих селян і козаків зголосилися приєднатися до нього.
Навесні Азійську кавалерійську дивізію розділили на дві бригади: одну під командуванням генерал-лейтенанта Унгерна, а другу - генерал-майора Рєзухіна. У травні бригада Рєзухіна розпочала рейд за російський кордон, на захід від річки Селенги. Бригада Унгерна залишила Улан-Батор і повільно просувалася до російського міста Троїцькосавськ (сучасна Кяхта в Бурятії).

Тим часом червоні перекинули велику кількість військ до Монголії з різних напрямків. Вони мали величезну перевагу в техніці (бронемашини, літаки, залізничний транспорт, канонерські човни, боєприпаси, людські резерви тощо) та чисельності війська. В результаті Унгерн зазнав поразки в боях, що відбулися між 11 і 13 червня, і йому не вдалося захопити Троїцькосавськ. Об'єднані більшовицькі та червоно-монгольські сили увійшли до Улан-Батору 6 липня 1921 року після кількох невеликих сутичок з охоронними загонами Унгерна[сторінка?].

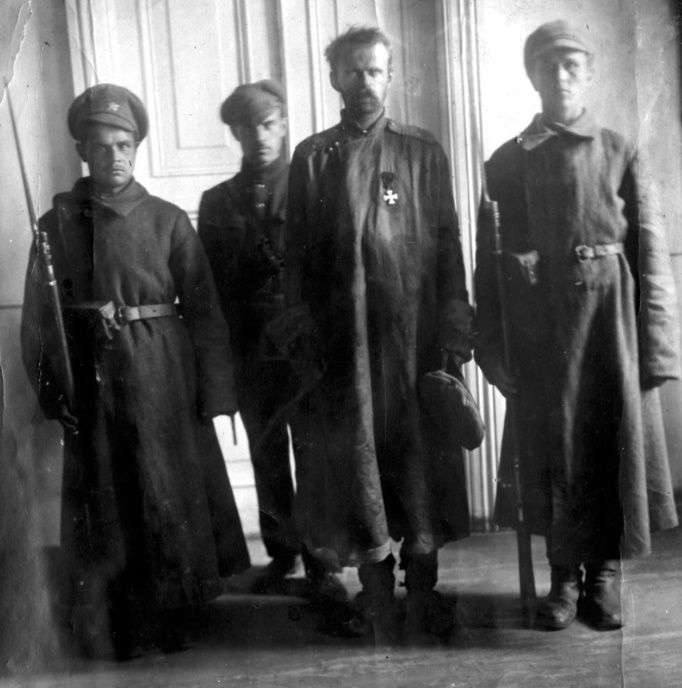
Унгерн-Штернберг перед стратою

Китайські війська знищили більшу частину 350-тисячного білоросійського війська в червні 1921 року під командуванням полковника Казагранді в пустелі Гобі, причому лише дві партії по 42 і 35 чоловік здалися окремо, коли китайці знищували білоросійські залишки після поразки радянської Червоної армії під командуванням Унгерна-Штернберга, та інші бурятські та білоросійські залишки армії Унгерн-Штернберга були вбиті радянською Червоною Армією та монгольськими військами того ж літа, в Улястаї монголи забили бурятів полковника Вангдабова кийками до смерті за їхню вірність Унгерн-Штернбергу.
Хоча червоним і вдалося захопити столицю, вони не змогли розгромити основні сили Азійської дивізії (бригади Унгерна і Рєзухіна). Унгерн перегрупувався і спробував вторгнутися до Забайкалля, через російсько-монгольський кордон. Щоб згуртувати своїх солдатів і місцеве населення, він процитував угоду з Семеновим і вказав на передбачуваний наступ японців, який мав підтримати їхній похід, але ні Семенов, ні японці не бажали йому допомагати.
Після кількох днів відпочинку 18 липня Азійська дивізія розпочала свій рейд на радянську територію. Очевидці Каміль Гіжицький і Михайло Торновський дають схожі оцінки їхньої чисельності: загалом близько 3000 чоловік[сторінка?]. Війська Унгерна проникли вглиб російської території.
Радянська влада оголосила воєнний стан у тих районах, де очікували білих, зокрема у Верхньоудинську (нині Улан-Уде, столиця Бурятії). Війська Унгерна захопили багато населених пунктів, найпівнічнішим з яких був Новоселенгінськ, який вони зайняли 1 серпня. На той час Унгерн зрозумів, що його наступ був погано підготовлений, і чув про наближення великих червоних сил. 2 серпня 1921 року він почав відступ до Монголії, де заявив про свою рішучість боротися з комунізмом.
Хоча війська Унгерна хотіли відмовитися від військових дій, попрямувати до Маньчжурії і приєднатися до інших російських емігрантів, незабаром стало зрозуміло, що у Унгерна були інші плани. Він хотів відступити до Туви, а потім до Тибету. Війська під командуванням як Унгерна, так і Рєзухіна фактично підняли заколот і готували змови з метою вбивства своїх командирів.
17 серпня Рєзухіна було вбито. Днем пізніше змовники здійснили замах на Унгерна. Унгерну двічі вдалося втекти від змовників і відступити до загону, що складався виключно з місцевих монгольських солдат. Вони не захотіли вступати в бій із заколотниками, не стали на бік Унгерна і не захотіли вбивати самого Унгерна. Вони залишили його знерухомленим і втекли. Решта бригади розпалася під час відступу до китайського кордону (кінцевою метою якого була Далекосхідна республіка). 20 серпня Унгерн потрапив у полон до радянського загону на чолі з партизанським командиром Петром Юхимовичем Щетінкіним, який пізніше був співробітником ЧК. Після показового судового процесу, що тривав 6 годин 15 хвилин 15 вересня 1921 року, який вів Омелян Ярославський, Унгерн був засуджений до розстрілу. Вирок було виконано тієї ж ночі в Новомиколаївську (нині Новосибірськ).
Коли звістка про страту барона дійшла до Богдо-хана, він наказав провести богослужіння в храмах по всій Монголії.

## Пам'ять

### Суперечки щодо пам'ятника у 2020 році в Естонії
Наприкінці 2020 року члени "Блакитного пробудження", молодіжного крила Консервативної народної партії Естонії (EKRE), створили громадську організацію під назвою Ungern Khaan з метою популяризації пам'яті фон Унгерн-Штернберга. Згодом група отримала фінансування у розмірі 45 000 євро від трьох партій коаліційного уряду Естонії, що на той час перебували при владі: EKRE, Естонської центристської партії та партії "Вітчизна", на спорудження пам'ятника фон Унгерн-Штернбергу. Після того, як фінансування викликало негативну реакцію, група оголосила, що відмовляється від фінансування і покладається на приватні пожертви.

### В масовій культурі
- Унгерн-Штернберг - головний лиходій у відеогрі Iron Storm[71].

- У 1938 році Унгерн-Штернберг був головним героєм опублікованого в Німеччині роману "Ich befehle! Kampf und Tragödie des Barons Ungern-Sternberg" ("Я наказую! Боротьба і трагедія барона Унгерн-Штернберга") Берндта Краутхоффа, який часто замовчував його більш жорстоку тактику, щоб виставити його в кращому світлі[72].

- "Ungern-Sternberg" - пісня французького панк-рок гурту Paris Violence, яка містить слова "Ungern-Sternberg, chevalier romantique / Tu attends la mort comme un amant sa promise" ("Унгерн-Штернберг, романтичний лицар / Ти чекаєш на смерть, як закоханий [чекає] на свою наречену")[73].

- Унгерн-Штернберг часто згадується в романах іспанського письменника жанру трилер Артуро Переса-Реверте[71].

- Унгерн-Штернберг зображений в графічному романі італійського письменника Хьюго Пратта "Corte Sconta detta Arcana"[71].

- У романах російського письменника-сюрреаліста Віктора Пелевіна часто з'являється Унгерн-Штернберг, особливо в його романі 1996 року "Чапаєв і Пустота"[71].